# 尾瘤殼灰介
尾瘤殼灰介（学名：Coquimba postinodosa）为半花介科殼灰介屬下的一个种。